# Porta d'Oro (Kiev)
La Porta d'Oro (in ucraino Золоті ворота?, Zoloti vorota) è la porta principale delle mura di Kiev, facente parte del complesso di fortificazioni risalenti all'XI secolo della capitale ucraina.

## Descrizione

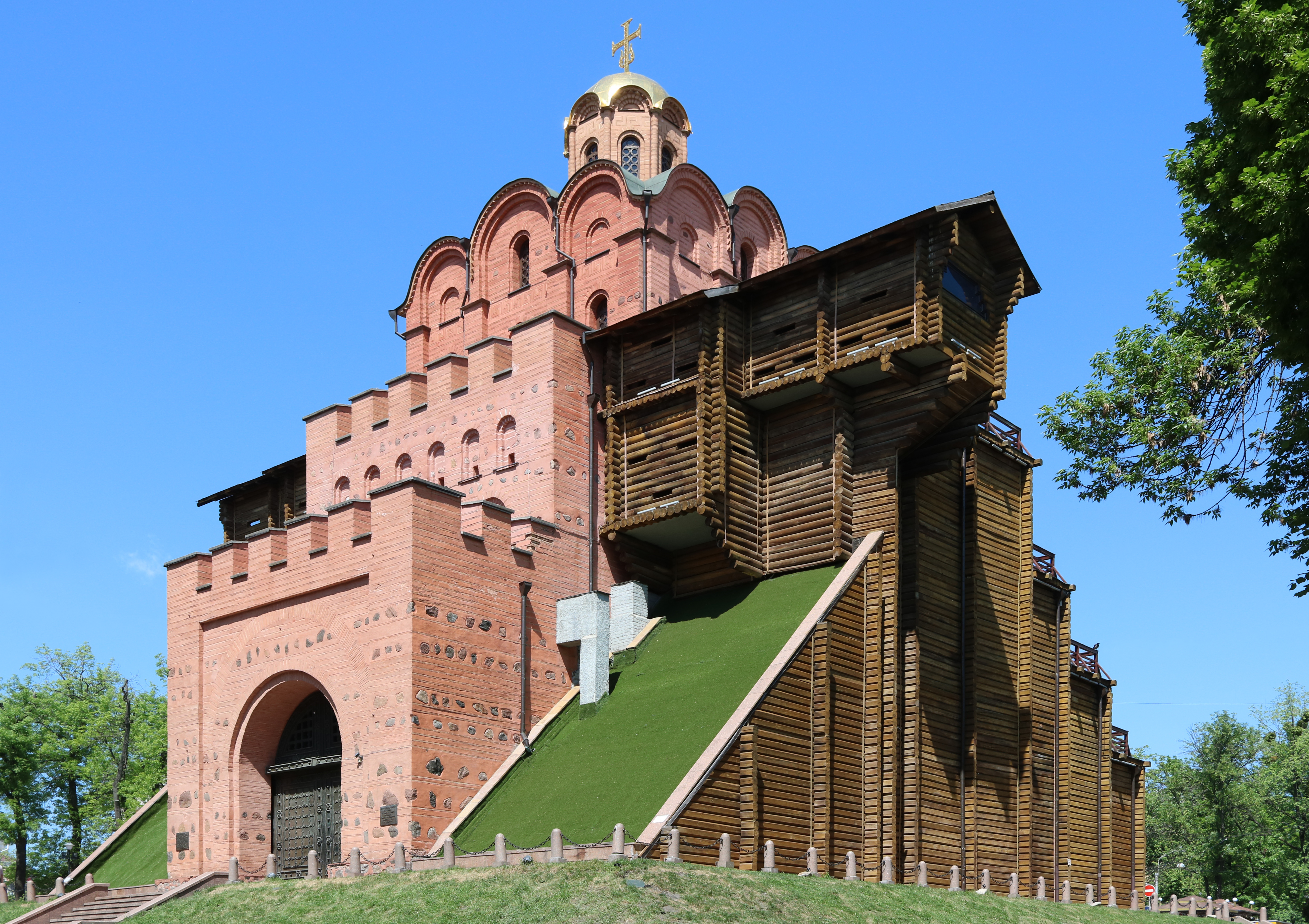
Panoramica della porta

È stata chiamata in onore della Porta d'Oro di Costantinopoli. La porta fu una delle tre costruite da Jaroslav il Saggio con la porta Ljads'ki e la porta di Leopoli (porta Ebraica). Le porte d'oro furono costruite tra  il 1017-1024, all'incirca nello stesso periodo in cui fu eretta la Cattedrale di Santa Sofia.
La struttura fu smantellata nel Medioevo, lasciando poche vestigia della sua esistenza. Fu ricostruita completamente dalle autorità sovietiche nel 1982.
La struttura, ricostruita all'angolo tra via Vladimirskaja e via Jaroslaviv Val, contiene un ramo del museo "Sofia di Kiev". Il nome Zoloti Vorota è anche utilizzato per un vicino teatro e per la stazione Zoloti Vorota della metropolitana di Kiev.